# تپه کانی سپی
تپه کانی سپی مربوط به هزاره اول قبل از میلاد است و در شهرستان سقز، بخش مرکزی، روستای احمدآباد واقع شده و این اثر در تاریخ ۲۵ اسفند ۱۳۸۰ با شمارهٔ ثبت ۵۱۰۱ به‌عنوان یکی از آثار ملی ایران به ثبت رسیده است.